# Macristis schausi
Macristis schausi là một loài bướm đêm trong họ Noctuidae.